# 米爾諾皮爾利亞 (阿爾齊茲區)
46°3′30″N 29°23′40″E / 46.05833°N 29.39444°E
米爾諾皮利亞（烏克蘭語：Мирнопілля）是位於烏克蘭西南部的村莊，由敖德萨州博爾赫拉德區的泰普利齊亞市鎮負責管轄。該村始建於1834年，面積2.5平方公里，海拔高度36米，2001年人口2,043，人口密度每平方公里817.2人。